# Paula (album)
Paula è il settimo album discografico in studio del cantante statunitense Robin Thicke, pubblicato nel luglio 2014. Il titolo è un omaggio alla ex moglie Paula Patton.

## Tracce
1. You're My Fantasy – 5:57
2. Get Her Back – 3:33
3. Still Madly Crazy – 2:55
4. Lock the Door – 4:21
5. Whatever I Want – 3:45
6. Living in New York City – 3:26
7. Love Can Grow Back – 3:27
8. Black Tar Cloud – 3:25
9. Too Little Too Late – 2:54
10. Tippy Toes – 3:07
11. Something Bad – 3:41
12. The Opposite of Me – 3:00
13. Time of Your Life – 2:57
14. Forever Love – 5:01

## Classifiche
| Classifica (2014)         | Posizione raggiunta |
| ------------------------- | ------------------- |
| Stati Uniti Billboard 200 | 9                   |